# Bard

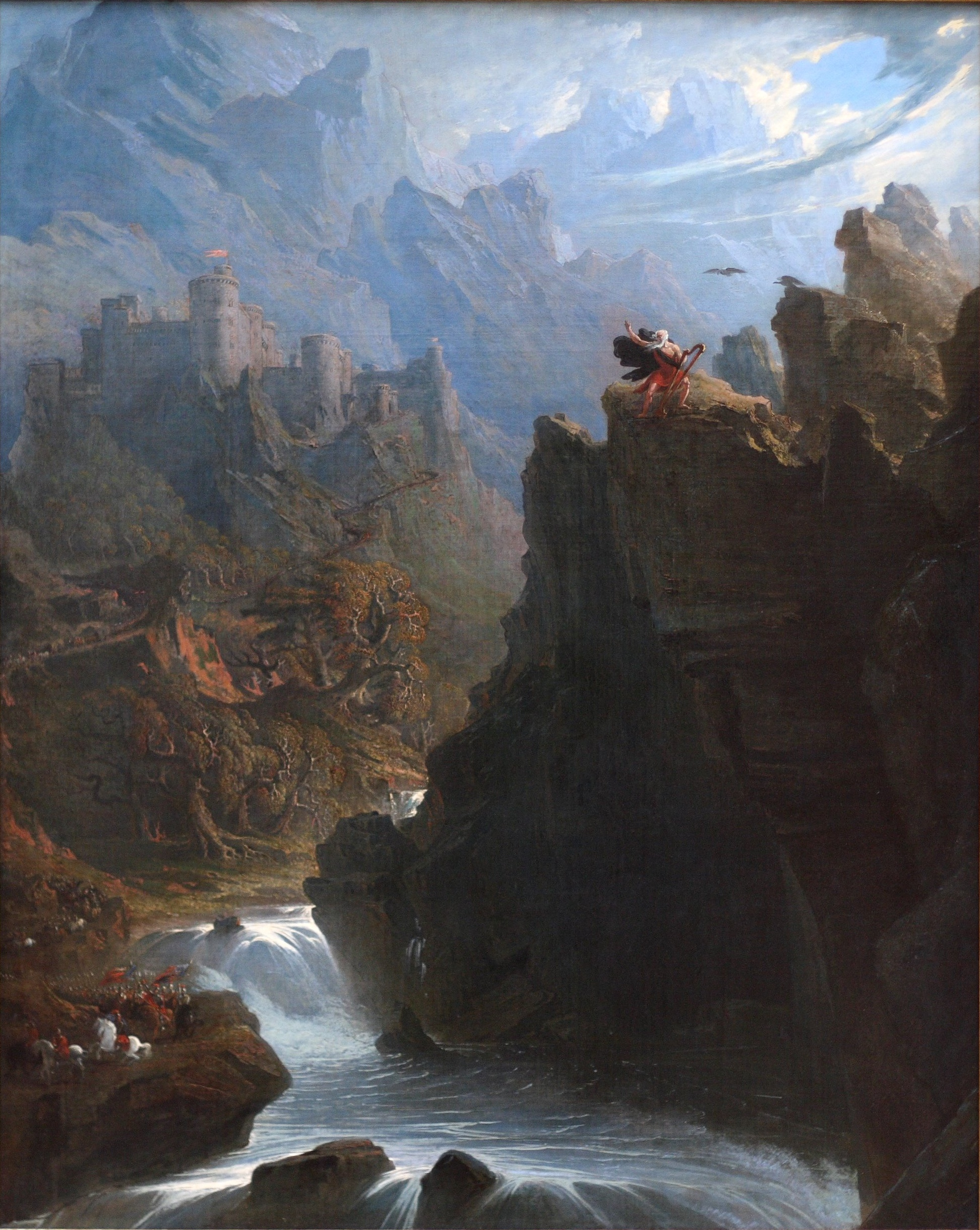
Obraz The Bard, John Martin (1817)

Bard – celtycki poeta i pieśniarz, spotykany od XI do XVII wieku na dworach Irlandii, Szkocji, Walii i Bretanii.
Współcześnie mianem „bard” określa się wybitnego artystę, wykonującego własne, literacko i muzycznie opracowane utwory z towarzyszeniem instrumentu – zwykle gitary.

## Historia
Bardowie najdłużej przetrwali w Irlandii i Szkocji. Utwory przez nich wykonywane miały przeważnie formę ballady, opiewały bohaterskie i tragiczne wydarzenia, nawiązując do francuskich trubadurów i truwerów. W krajach bałtyckich wykonywali najczęściej utwory miłosne i legendy.